# The Whispering Shadow

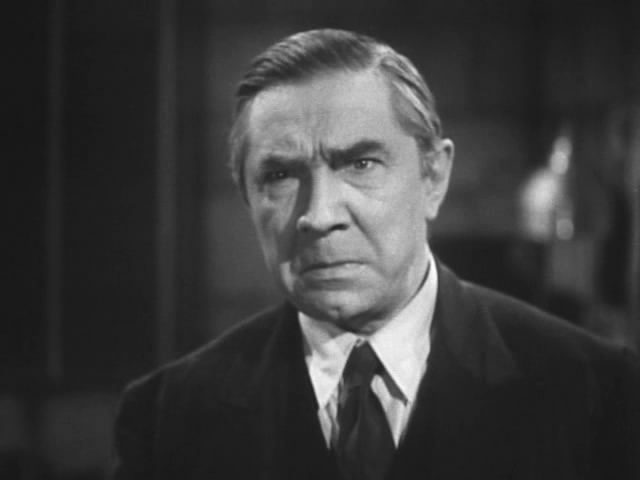
Béla Lugosi.

The Whispering Shadow é um seriado estadunidense de 1933, gênero Suspense, dirigido por Colbert Clark e Albert Herman, em 12 capítulos, estrelado por Béla Lugosi. Foi produzido e distribuído pela Mascot Pictures, e veiculou nos cinemas estadunidenses a partir de 18 de abril de 1933.
Foi o primeiro dos 5 seriados de Lugosi, e foi produzido em apenas 12 dias. Foi o último filme do ator de origem dinamarquesa Karl Dane, que se suicidaria em 14 de abril de 1934.
Este seriado também foi lançado em uma versão editada como filme.

## Sinopse
The Shadow é o mentor do submundo. Ele inventa um dispositivo que lhe permite matar por rádio controle. Ele, juntamente com várias outras pessoas, procura as jóias dos czares. A série é notável por oferecer constantes pistas falsas e ações que fazem quase todos suspeitos. Apesar de ser a voz de The Shadow, Lugosi é uma “pista falsa”.

## Elenco
- Bela Lugosi  ... Professor Adam Anton Strang
- Viva Tattersall  ... Vera Strang
- Malcolm McGregor  ... Jack Foster
- George J. Lewis  ... Bud Foster [Cap.1]
- Henry B. Walthall  ... J.D. Bradley
- Robert Warwick  ... Detetive Robert Raymond
- Ethel Clayton  ... The Countess Helen [Caps. 5-8]
- Roy D'Arcy  ... Professor Alexis Steinbeck
- Karl Dane  ... Sparks
- Lloyd Whitlock  ... jovem capanga
- Bob Kortman  ... Jasper Slade
- Lafe McKee  ... D.W. Jerome

## Produção
A cinematografia foi imitada de Karl Freund em Dracula, filme de 1931 da Universal Pictures – por exemplo, usando closes dos olhos dos atores –, para tirar proveito da fama de Béla Lugosi como estrela do filme. A sombra de The Shadow não é real, mas sim desenhada através de animação.

## Capítulos
1. Master Magician
2. The Collapsing Room
3. The All-seeing Eye
4. The Shadow Strikes
5. Wanted for Murder
6. The Man Who Was Czar
7. The Double Room
8. The Red Circle
9. The Fatal Secret
10. The Death Warrant
11. The Trap
12. King of the World

Fonte: